# 皆川広勝
皆川 広勝（みながわ ひろかつ、天文17年（1548年） - 天正4年12月8日（1576年12月27日））は皆川俊宗の嫡男で、皆川広照の兄。山城守を称す。
俊宗が討死した後、皆川氏の家督を継いだ。後北条氏や古河公方足利氏、壬生義雄との関係維持を図るなど、他国と手を組むが、29歳で死去した。
家督は弟・皆川広照が継ぐが、天正14年（1586年）に後北条家に攻められ、広照は北条家臣となる。